# ReiserFS
ReiserFS는 한스 라이저가 주도하는 Namesys의 팀이 설계하고 구현한 범용 목적의 저널링 파일 시스템이다. 리눅스 커널 2.4.1에 최초로 도입되었으며, 도입 당시에는 리눅스 커널에 최초로 포함된 저널링 파일 시스템이었다. 노벨에서 제작했던 SUSE 리눅스 엔터프라이즈의 기본 파일 시스템이었으나, 2006년 10월 12일에 차기 릴리스에서는 ext3로 이동하기로 결정하였다.
개발사인 Namesys에서는 ReiserFS 3.6 버전에서 개발이 완성되어 안정화된 것으로 간주했고, 후속작인 Reiser4에 집중하기 위하여 보안 업데이트나 중요한 버그 수정을 제외하고 ReiserFS의 개발을 중단했다. 3.6 버전에서는 큰 파일을 지원하는 새로운 디스크상 형식이 도입되었다. 2008년에 한스 라이저가 아내를 살인한 혐의로 기소되었고, 그 해에 Namesys가 폐업했다. 폐업 이후에는 개별 기여자들이 프로젝트를 이어 가고 있다. 2017년 7월 25일에 파일 시스템 지원 도구인 reiserfsprogs 3.6.27 버전이 출시되었다.
ReiserFS는 리눅스 커널에서 할당량 기능을 지원하지 않는다. 그 동안 개발이 진행되지 않았고, 2038년 문제 대응과 같은 파일 시스템의 기능상인 문제로 인하여 2022년 초에 리눅스 커널에서 삭제가 논의되었다. 리눅스 커널 5.18에서 지원이 중단되었고 2025년에 리눅스 커널에서 삭제될 예정이다.

## 같이 보기
- Reiser4